# Премьер-министры: откровенный рассказ об израильском лидерстве
Премьер-министры: откровенный рассказ об израильском лидерстве (англ. The Prime Ministers: An Intimate Narrative of Israeli Leadership) — книга 2010 года, написанная Йехудой Авнером и опубликованная издательством Toby Press. В ней задокументированы события, связанные с четырьмя премьер-министрами Израиля — Леви Эшколем, Голдой Меир, Ицхаком Рабином и Менахемом Бегином. Впервые она была опубликована в Израиле 15 марта 2010 года, а более широкая публикация состоялась 1 сентября 2010 года. Книга была хорошо принята критиками и вошла в число финалистов Национальной еврейской книжной премии 2010 года. В 2013 году кинокомпания Moriah Films Центра Симона Визенталя выпустила двухсерийный документальный фильм по мотивам книги, в котором Авнер выступает в роли рассказчика, а голливудские актёры озвучивают премьер-министров Израиля. 

## Предыстория
Йехуда Авнер был послом Израиля в Великобритании, Ирландии и Австралии. Он также был спичрайтером и секретарём Леви Эшколя и Голды Меир, прежде чем стать советником Ицхака Рабина, Менахема Бегина и Шимона Переса. Он также работал с Рабином, когда тот был послом в Соединённых Штатах. Впечатлённый писательским мастерством Авнера, Бегин назвал его «[своим] Шекспиром». Во время своей службы он делал заметки и записывал ряд важных событий и разговоров.

## Краткое содержание
Авнер написал, что книга не является «традиционной биографией или мемуарами». Также был включён текст из письма с соболезнованиями, написанного Джехан Садат, вдовой Анвара Садата, Бегину в ноябре 1982 года после смерти супруги последнего. Бегин хотел опубликовать мемуары под названием «От разрушения к искуплению». Он считал Генри Киссинджера единственным госсекретарём США, который «когда-либо по-настоящему понимал израильско-арабский конфликт». Во время дипломатической встречи в Израиле Киссинджера приветствовал один из его школьных друзей в Германии. Вместо ответа Киссинджер проигнорировал его. Затем его друг, психиатр по профессии, предоставил Авнеру анализ психологии Киссинджера. Он объяснил, что хотя Киссинджер и представлял себя человеком сильной воли и уверенности в себе, у него была «склонность к паранойе и чрезмерному чувству неудачи». Он также попросил Авнера сообщить Рабину, что «в глубине души» Киссинджер был «неуверенным в себе и параноидальным евреем». Авнер также включил в книгу рассказ о своём разговоре с английской баронессой, которая рассказала ему, что Маргарет Тэтчер держала евреев в своём правительстве, потому что ей «было комфортнее всего среди представителей низшего среднего класса». Хотя изначально Авнер колебался, стоит ли работать с Бегином, он считал его «исключительным» среди всех четырёх обсуждаемых премьер-министров.
Эшколь, Меир и Рабин не доверяли Аббе Эвену, министру иностранных дел Израиля в 1966-1974 годах. Эшколь даже назвал его «знающим глупцом».  Он также сказал о нём: «Эвен никогда не даёт правильного решения, только правильную речь». Авнер написал, что он был недоволен своей службой под началом Переса. Во время войны Судного дня (1973) европейские социал-демократические правительства не помогали Израилю, и в конце концов Меир упрекнула их на встрече Социалистического интернационала после войны. Когда в 1981 году Бегин отдал приказ о бомбардировке строящегося ядерного реактора Осирак в Ираке, президент США Рональд Рейган был удивлён этим решением и тем, почему израильское правительство не проинформировало Соединённые Штаты Америки о своей обеспокоенности относительно иракской ядерной программы. Документ с подробным описанием плана был подготовлен переходной командой, но должностные лица в администрации Картера не смогли проинформировать о нём своих преемников. За несколько дней до убийства И. Рабина Авнер спросил его, почему он пожал руку Ясиру Арафату. Он ответил, что мир с ним — «маловероятная возможность», что ближайшие соседи Израиля — Египет, Иордания, Сирия и Саудовская Аравия — будут дестабилизированы исламским фундаментализмом, спонсируемым Ираном. Он объяснил, что Арафат и Организация освобождения Палестины были единственной надеждой на светскую Палестину.
Автор также включил в книгу свою биографию.

## Критика
Давид Родман из Israel Affairs высказал мнение, что, хотя книга и получилась объёмной, в ней не содержится много информации о дипломатической истории Израиля или его внешней политике в 1960–1980-х годах. Он похвалил Авнера за «[написание] убедительных и проницательных портретов различных философий, мотиваций и реакций» героев книги. Джордж Груэн (American Foreign Policy Interests) назвал книгу «полным инсайдерским отчётом», «выдающейся работой по политическому анализу тонкостей ближневосточной политики» и похвалил Авнера за изображение проблем, с которыми сталкиваются премьер-министры. Он рекомендовал эту книгу всем, кто хочет глубоко понять современный Ближний Восток. Асаф Ромировски (The Middle East Quarterly) написал, что «Премьер-министры дали […] особое представление о внутренней, а также личной жизни еврейского государства, и это имеет особую ценность для понимания природы и сложности американо-израильского альянса». Дональд Макинтайр (Israel Journal of Foreign Affairs) назвал книгу «важным документальным источником для будущих историков». По его мнению, прямая речь использовалась чрезмерно и «более безжалостный редактор» мог бы добиться большего.
«Премьер-министры» также были хорошо приняты политиками. Биньямин Нетаньяху назвал книгу «фантастической», а Хиллари Клинтон назвала её «обширным трудом по израильской политике и истории». Манфред Герстенфельд (Jewish Political Studies Review) сказал, что краткий обзор книги непозволителен. Он написал, что читатели, которые живо интересуются историей и политикой Израиля, найдут эту книгу очень полезной и ценной. Книга вошла в число финалистов Национальной еврейской книжной премии 2010 года в категории «биография, автобиография и мемуары».

## Экранизация
Двухсерийный документальный фильм «Премьер-министры», основанный на книге, был снят компанией Moriah Films, киноподразделением Центра Симона Визенталя, режиссёром выступил Ричард Транк. Часть I, «Премьер-министры: Пионеры» была выпущена в 2013 году. Йехуда Авнер озвучивает фильм, Леонард Нимой озвучивает премьер-министра Израиля Леви Эшколя, а Сандра Буллок озвучивает премьер-министра Израиля Голду Меир. Часть II, «Премьер-министры: солдаты и миротворцы», вышла в 2014 году. Йехуда Авнер озвучивает фильм, Майкл Дуглас озвучивает премьер-министра Израиля Ицхака Рабина, а Кристоф Вальц озвучивает премьер-министра Израиля Менахема Бегина.